# Битка код Аманског превоја
Битка код Аманског превоја вођена је 39. године п. н. е. између римске војске под Публијем Вентидијем Басом са једне и парћанске војске под Фарнапатом са друге стране. Део је Антонијевог партског врата, а завршена је победом Рима.

## Битка
Након што је у претходној бици код Киликијских врата разбио партску војску принца Пакора и присилио је да напусти Малу Азију, Бас је са својим трупама кренуо на југ како би повратио претходне године изгубљену Сирију. Парти су га покушали зауставили тако што су под генералом Фарнапатом препречили уски пролаз (тзв. Сиријска врата) у планини Аман (данашњи Нур). Бас је тамо у извиђање послао претходницу на челу са Помпседијем Силоном; она је изненада набасала на партске снаге и, с обзиром на бројчану надмоћ непријатеља, нашла у изузетно тешкој ситуацији. Римљане је од катастрофе спасио правовремени долазак главнине под Басом, која је надвладала Парте, при чему је убијен генерал Фарнапат. Преживели Парти су се повукли преко Еуфрата, омогућивши Басу да почне "чистити" Сирију. Парти су следеће године покушали противофанзиву која је завршила битком на планини Гиндар.